# El extraño retorno de Diana Salazar
El extraño retorno de Diana Salazar é uma telenovela mexicana produzida por Carlos Téllez para a Televisa e exibida entre 11 de abril de 1988 até 13 de janeiro de 1989 por Las Estrellas, substituindo Rosa salvaje e antecedendo La casa al final de la calle, no horário estelar das 21:30.
É uma estória original de Carlos Olmos, também adaptada por Mario Cruz. Foi protagonizada por Lucía Méndez e Jorge Martínez, e antagonizada por Alma Muriel, Alejandro Tommasi,  Alejandro Camacho e Patricia Reyes Spíndola.
Foi reprisada pela primeira vez no canal TLNovelas de 27 de janeiro a 29 de maio de 2020, substituindo Alborada e sendo substituída por Tres mujeres.

## Sinopse
No ano de 1640, na cidade de Zacatecas, Nova Espanha, vive uma bela jovem chamada Leonor de Santiago, nascida de bom nascimento e filha de um importante empresário; Leonor e sua família são muito cuidadosos com as pessoas ao seu redor, porque temem que alguém descubra que Leonor tem poderes psíquicos sobrenaturais (que se manifestam com a mudança da cor dos olhos para verde e o movimento dos objetos) e os queimam como Bruxas da região. Leonor decide aceitar a proposta de casamento de Eduardo de Carbajal, um homem bonito e educado da cidade, descendente de uma família muito respeitada e que está apaixonado, eles desejam o dia do seu vínculo.
Lucrecia Treviño é outra jovem da cidade que vive amaldiçoando Leonor por ter conquistado o amor de Eduardo, enlouquecida de raiva que descobre o segredo tão zelosamente guardado por Leonor e a acusa diante do Santo Ofício, os inquisidores seguem Leonor que está no o jantar do casamento, com a participação dos membros mais importantes da sociedade Zacatecas; quando Leonor é presa, seus poderes telecinéticos vêm à luz, quando ela deixa cair a lâmpada central de sua casa na frente de todos, ela é presa junto com Eduardo que queria defendê-la, depois eles são queimados juntos jurando amor eterno, Lucrecia vendo que não apenas Leonor morrerá comete suicídio, pendurando-se em uma árvore e morrendo ao mesmo tempo que o casal.
Mais de três séculos depois, em 1988, Diana Salazar mora na Cidade do México, uma jovem estudante que compra um lindo medalhão que pertencia a Leonor. Diana também possui poderes telecinéticos e, sem saber o alcance que causam, causa a morte de uma pessoa. A partir desse evento, Diana começa a ter pesadelos onde é vista morrendo queimada e também não para de se sentir culpada e atormentada por ser considerada uma assassina.
Diana decide ir com uma psiquiatra conceituada chamada Irene del Conde que, usando seu conhecimento em parapsicologia, começa a hipnotizar Diana, que ela descobre ser a reencarnação de uma mulher de mais de três séculos atrás. Omar, um colega de Irene, sente-se fortemente atraído por Diana e, sem querer, descobre seus dons, depois começa a cortejá-la a usar esses poderes para seu próprio benefício.
Mario é um engenheiro argentino que vem ao México para trabalhar com sua agência. Quando esbarra em Diana, ele se lembra de seus sonhos e os dois se apaixonam imediatamente como se já tivessem se conhecido antes. Mario acaba sendo a reencarnação de Eduardo sem saber que isso começa um relacionamento com Diana, que pretende viver com ele como Leonor não podia.
Irene começa a ter sonhos muito estranhos, onde ela pode testemunhar a morte de uma bruxa na fogueira e seu suicídio, então ela descobre que é a reencarnação de Lucrecia e decide terminar o que não podia anteriormente, seguindo sua vingança contra Leonor e ficando com Eduardo, mas agora nos tempos contemporâneos; Para alcançar seus planos, ela conta com a ajuda da fiel Jordana.
No episódio final, Irene mata Mario com um tiro e depois de fazê-lo contra Diana, ela usa seus poderes telecinéticos e a enche de fúria, soprando-a em um brasão de armas; Depois dessa cena, você pode ver como Leonor acorda ao lado de Eduardo, que já é casado, e conta a ele um sonho estranho que ela teve, significando que tudo o que ela viveu e reencarnou foi um sonho.

## Elenco
- Lucía Méndez … Diana Salazar / Doña Leonor de Santiago
- Jorge Martínez[4] … Mario Villarreal / Don Eduardo Carbajal
- Alma Muriel … Dr.ª Irene Del Conde / Doña Lucrecia Treviño
- Alejandro Camacho … Dr. Omar Santelmo
- Rosa María Bianchi … Malena Salazar Obregón
- Carlos Cámara … Luther Henrich / Franz Webber
- Patricia Reyes Spíndola … Jordana Hernández
- Rafael Baledón … Ing. Ernesto Santelmo
- Ricardo Lezama … Ignacio Galván
- Carlos Magaña … Tte. Juan Manuel Amezcua
- Rebeca Manríquez … Marisela Castro
- Chela Nájera … Fidelia "Nela" Velasco
- Alejandra Peniche … Mónica Auseta
- Adriana Roel … Delfina García Vd.ª de Salazar
- Tara Parra … Doña Constanza
- Mario Sauret … Rodrigo Cervantes de Benavente
- Fernando Sáenz … Rodrigo Enríquez
- Alejandro Tommasi … Adrián Alfaro
- Rafael Velasco … Enrique Falcón
- Ella Laboriel … Casilda
- Carla María Rivas … Isabel Carbajal
- José Luis Carol … Don Álvaro de Santiago
- César Arias … Dr. Tamayo
- Lolita Cortés … Liz Morrison
- Patricia Eguía … Sara de Romero
- Enrique Hidalgo … Dr. Fortes
- Alonso Echánove … Rafael Romero
- Rosa Furman … Madame Foret
- Beatriz Martínez … Clarita
- Arturo Beristáin … Dr. Ronaldo de Juan
- Mario Casillas … Gonzalo Obregón
- Ariadne Welter … Gloria Morrison

## Prêmios e Indicações

### Prêmios TVyNovelas 1989
| Categoria              | Nomeado(a)     | Resultado |
| ---------------------- | -------------- | --------- |
| Melhor telenovela      | Carlos Téllez  | Nomeado   |
| Melhor atriz           | Lucía Mendez   | Nomeado   |
| Melhor ator            | Jorge Martínez | Nomeado   |
| Melhor vilã            | Alma Muriel    | Nomeada   |
| Melhor atriz principal | Adriana Roel   | Nomeada   |